# Ceroplesis massaica
Ceroplesis massaica är en skalbaggsart som beskrevs av Aurivillius 1908. Ceroplesis massaica ingår i släktet Ceroplesis och familjen långhorningar.
Artens utbredningsområde är Kenya. Inga underarter finns listade i Catalogue of Life.